# 반송여자중학교 (경남)
반송여자중학교(盤松女子中學校)는 대한민국 경상남도 창원시 성산구 반림동에 있는 공립 중학교이다.

## 학교 연혁
- 1984년 1월 31일 : 반송여자중학교(12학급) 설립인가
- 1984년 3월 5일 : 제1학년 4학급 243명으로 개교
- 2022년 9월 1일 : 제15대 양창수 교장 취임
- 2023년 1월 4일 : 제37회 졸업식(247명) 총 졸업생(13,021명)
- 2023년 3월 2일 : 제40회 신입생 231명 입학

## 참고 자료
- 반송여자중학교 - 한국교육학술정보원 학교알리미